# Maria Sajdak
Maria Sajdak, född Springwald den 30 juli 1991 i Kraków, är en polsk roddare.
Sajdak blev olympisk bronsmedaljör i scullerfyra vid sommarspelen 2016 i Rio de Janeiro. Vid olympiska sommarspelen 2020 i Tokyo tog Sajdak silver tillsammans med Agnieszka Kobus, Marta Wieliczko och Katarzyna Zillmann i scullerfyra.